# In der Grüne
In der Grüne ist eine Ortslage im Wuppertaler Wohnquartier Beyenburg-Mitte im Stadtbezirk Langerfeld-Beyenburg.

## Geografie
Die Ortslage liegt auf 206 m ü. NHN an der Trasse der Wuppertalbahn westlich des ehemaligen Beyenburger Bahnhofs. Benachbarte Ortslagen sind neben dem westlichen Teil Beyenburg Beyenburger Lohmühle, Scharpenstein, Beyenburger Brücke, Steinhaus, Siepenplatz und Mosblech. Südwestlich befindet sich das Waldgebiet Sondernbusch.

## Geschichte
Im Gemeindelexikon für die Provinz Rheinland von 1888 werden ein Wohnhaus mit 15 Einwohnern angegeben.
In der Grüne wird im Adressbuch des Kreis Lennep von 1901 genannt. Ein Bruchsteinhaus im Ort wurde Kantine genannt, da hier die Arbeiter eines nahen Steinbruchs zu Mittag aßen. Es wurde 1890 eben zu diesem Zweck, als Verwaltung und Wohnhaus mit bis zu 80 cm dicken Mauern und Steinen aus dem Steinbruch fertiggestellt. Dies sagt jedenfalls die Jahreszahl über der Haustür. Im Keller des Hauses waren Pferdeställe untergebracht. Heute dient das Gebäude ausschließlich Wohnzwecken und befindet sich in Privatbesitz, wie ein Großteil der Straße "In der Grüne" auch.
Neben diesem Gebäude gibt es nur vier kleinere Häuser in der Straße und viel Wald und Wiesen. Reste des terrassierten Steinbruchs kann der aufmerksame Besucher oberhalb des Radweges Beyenburg – Oberbarmen entdecken.